# A Cabeça de Steve Jobs
A Cabeça de Steve Jobs é um livro de Marcio Edson Tavares, lançado em 2010, que retrata aspectos da vida e personalidade de Steve Jobs. Conforme sinopse da Livraria Cultura, o livro "é, ao mesmo tempo, uma biografia e um guia sobre liderança".
Traduzido e lançado em Angola 2011 pela Pela união dos escritores de Angola, o livro foi o sétimo mais vendido em Angola.
Em 2009 na categoria "Autoajuda e Esoterismo", conforme levantamento da Revista Veja.